# Isanthrene venezuelana
Isanthrene venezuelana är en fjärilsart som beskrevs av Max Wilhelm Karl Draudt 1915. Isanthrene venezuelana ingår i släktet Isanthrene och familjen björnspinnare. Inga underarter finns listade i Catalogue of Life.